# Road Food
Road Food je čtrnácté studiové album kanadské rockové skupiny The Guess Who, vydané v roce 1974. Album produkoval Jack Richardson a vyšlo u RCA Records.

## Seznam skladeb
| Pořadí | Název                         | Délka |
| ------ | ----------------------------- | ----- |
| 1.     | Star Baby                     | 2:38  |
| 2.     | Attila's Blues                | 4:54  |
| 3.     | Straighten Out                | 2:22  |
| 4.     | Don't You Want Me             | 2:20  |
| 5.     | One Way Road to Hell          | 5:26  |
| 6.     | Clap for the Wolfman          | 4:15  |
| 7.     | Pleasin' for Reason           | 3:17  |
| 8.     | Road Food                     | 3:39  |
| 9.     | Ballad of the Last Five Years | 7:14  |

## Sestava
- Burton Cummings - zpěv, klávesy
- Kurt Winter - kytara
- Don McDougall - kytara
- Bill Wallace - baskytara
- Garry Peterson - bicí